# Моча (приток Пахры)
Мо́ча — река в Москве и Московской области России, правый приток Пахры.
Название реки произошло от русского слова моча — «вода, влага, слякоть, грязь, сырость, мокрота».
Берёт начало в лесах около станции Мачихино Большого кольца МЖД в 15 км юго-восточнее Наро-Фоминска. Устье реки находится в 58 км по правому берегу реки Пахры. Берега местами скалисты, и их обнажения состоят преимущественно из горных известняков.
Притоки — Лубянка, Петрица, Киселева, Руденка, Трешня, Волчек, Алёшинка, Поляница, Вороновка, Безымянка, Бибинской (ручей).